# 漁川
漁川（いざりがわ）は、北海道恵庭市を流れる石狩川水系千歳川支流の一級河川である。流路はすべて恵庭市に属する。

## 地理
北海道恵庭市西部の札幌市と千歳市との境界にある漁岳の東に源を発し東へ流れる。恵庭市盤尻に漁川ダムがあり、その付近でラルマナイ川とイチャンコッペ川を合わせる。さらに東に流れ恵庭市街地付近で北東に進路を変え、恵庭市漁太付近で千歳川に合流する。
川の名は、アイヌ語の「イチャン」（サケやマスが卵を産むところ）に由来。支流のイチャンコッペ川は「イチャンコ・ペッ」（イワナの川）、あるいは「イチャン・コㇿ・ペ」（産卵場を持つ川）に由来し、その支流のモイチャン川は（小さなイチャン川）の意味を持つ。
その名にたがわず、河川の上流部にはエゾウグイ、ウグイ、アメマス、オショロコマ、ニジマスなどが棲む。在来種のオショロコマは環境省のレットデータブックにも指定されており千歳川水系では漁川とラルマナイ川の一部でしか生息は確認されていない。
さらに淡水に棲む甲殻類ではニホンザリガニが確認されている。

支笏湖と札幌市を結ぶ国道453号が、漁川の上流部を横切る。漁川ダムから東の恵庭市街までは、北海道道117号恵庭岳公園線が川沿いに走る。道道117号はダムの上流で漁川と別れてラルマナイ川に沿い、国道453号と連絡する。

## 利水

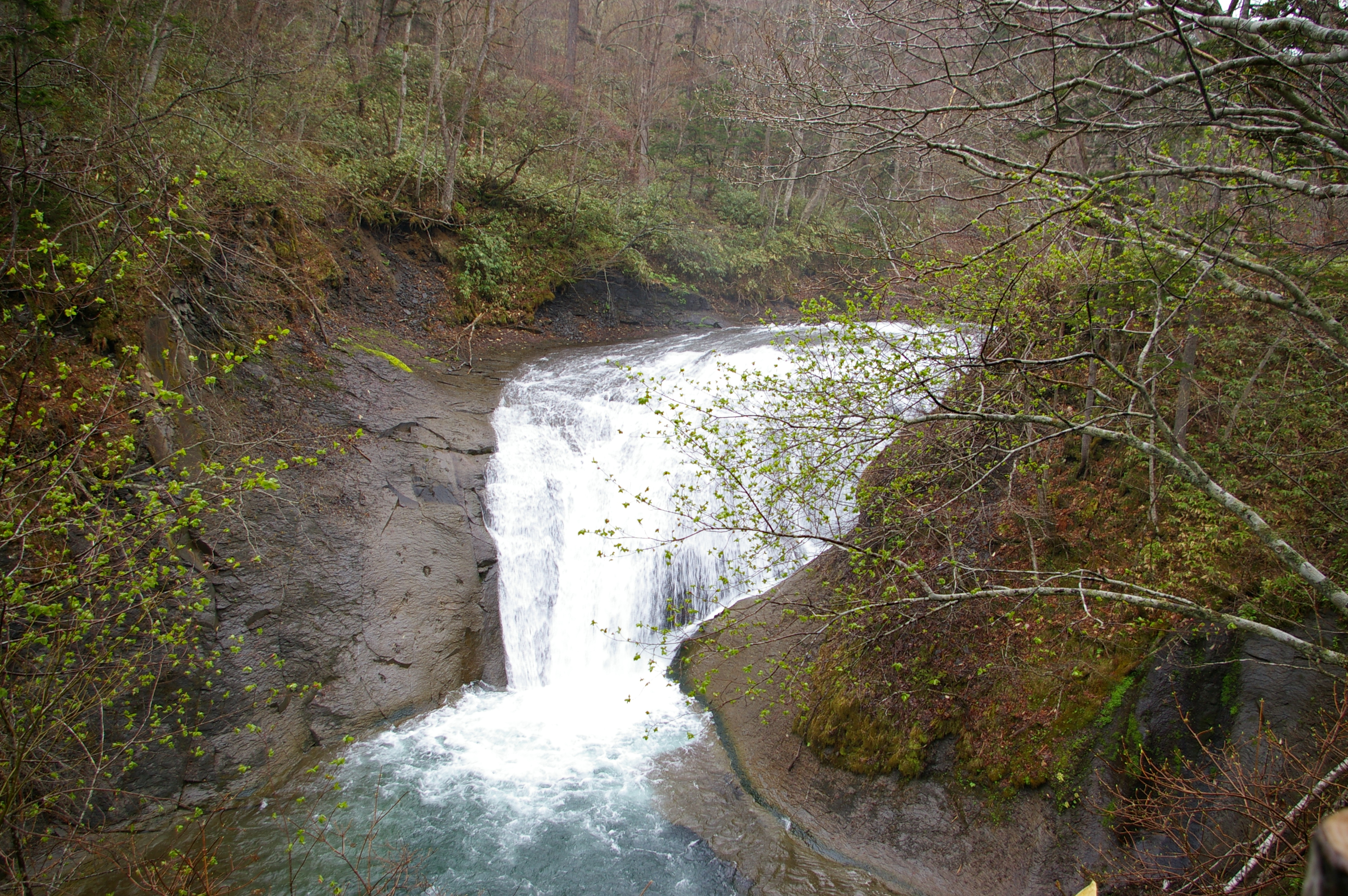
白扇の滝(ラルマナイ川)

漁川ダムは高さ45.5m、長さ270.0mのロックフィルダムで、治水を主たる目的に建造され、1980年に完成した。そのダム湖を「えにわ湖」という。えにわ湖の面積は1.1km2である。
漁川は、江別市、恵庭市、北広島市、千歳市に水道水を供給している。川から引いた水を用いた水力発電所もある。
国道と道道の連絡により、上流部は車で容易に到達できる行楽地である。ダムより上流の谷を恵庭渓谷といい、支流のラルマナイ川沿いには滝が多く、また紅葉の景勝地として恵庭市より「ラルマナイ自然公園」に指定されている。ダム湖周辺には南側の「みどりのふるさと森林公園」と下流の「桜公園」がある。

## 支流
- バケノモノ沢
- ラルマナイ川
- イチャンコッペ川
- ペンケチャラセナイ川
- パンケチャラセナイ川
- モンベツ川（源流域の一部）
- 茂漁川（もいざりがわ）

## 河川施設
- 漁川ダム（えにわ湖）

## 橋梁
- 水精橋（北海道道117号恵庭岳公園線）
- 栄橋（北海道道117号恵庭岳公園線）
- 川端橋（北海道道117号恵庭岳公園線）
- 盤尻橋（北海道道117号恵庭岳公園線）
- （道央自動車道）
- あかね橋
- 日の出橋
- 新栄橋
- 恵庭橋
- 漁川橋（北海道道46号江別恵庭線）
- 有福橋（柏木戸磯通）
- （JR千歳線）
- 中島橋
- 黄金橋
- 恵庭大橋（国道36号恵庭バイパス）
- 漁川橋（北海道道600号島松千歳線、中恵庭通）
- 南十八号漁川橋
- 南十五号漁川橋
- 南十二号漁川橋